# Neohaematopinus pansus
Neohaematopinus pansus är en insektsart som beskrevs av Johnson 1964. Neohaematopinus pansus ingår i släktet Neohaematopinus och familjen ledlöss. Inga underarter finns listade i Catalogue of Life.